# Santos Velázquez y Tinoco
Santos Velázquez y Tinoco fue un jurista costarricense. Nació en  León, Nicaragua. Fue hijo de Diego Velázquez y Rosa Agustina Tinoco y López del Cantarero. Casó en primeras nupcias con María del Pilar Láscarez y en segundas con  Jacoba Guevara y La Calle.
Se estableció en Costa Rica poco después de la Independencia. Fue Contador de la Aduana de Matina en 1832, alcalde primero de Cartago en 1841, fiscal de la Corte Superior de Justicia en 1839 y magistrado de 1843 a 1844. El 10 de enero de 1845 fue nombrado magistrado y presidente de la Corte Suprema de Justicia de Costa Rica, pero declinó el cargo. Su excusa fue admitida el 22 de enero de 1845. Posteriormente fue intendente general del Estado, cargo en cuyo ejercicio falleció.
Murió en San José, Costa Rica, en mayo de 1846.